# The Standards
The Standards — (en español: Las normas) es el vigésimo séptimo álbum de estudio de la cantante cubano-estadounidense Gloria Estefan. Fue publicado por Sony Music.
La lista de los temas corresponden a letras que fueron publicadas "entre los (años) veinte y cincuenta, en los que se utilizaba el doble sentido porque no era muy común hablar abiertamente sobre el amor y la sensualidad".
El álbum contó con una selección de portadas de las normas del pop tradicional de la Great American Songbook.

## Antecedentes
Según Gloria comentó que ella creció escuchando canciones de Frank Sinatra, Johnny Mathis, Henry Mancini, entre otros cantantes famosos, incluyendo a cantantes latinos, la razón de por qué ella estaba encantada de lanzar un álbum con canciones tradicionales llenar conocidos del Gran cancionero americano.
Estefan tuvo que escoger las 15 canciones que componen el disco entre más de 1000 propuestas y acabó seleccionando aquellos temas que le hablaban personalmente y que fueron parte de su vida de alguna forma.
Gloria Estefan comentó sobre el álbum:

«"Llevé a Shelly (Berg, productor del disco) una lista de 50 temas. Nos sentamos seis horas en su estudio. Yo lo hice llorar, él me hizo llorar... y así seleccionamos 16 temas, de los cuales 15 quedaron grabados"»
Gloria Estefan durante una entrevista sobre The Standards

Estefan, que asegura que "Cuba siempre está en su corazón", explicó que pudo aportar sus raíces latinas en varias de las canciones, especialmente en el tema «You Made me Love you».

## Grabación, promoción y sencillos
| "Este álbum trae todo punto de partida para mí!. Las canciones fueron elegidas por mi corazón y lo que siento. Quería hacer un álbum sin una nota extraña, con una norma de la música por lo que sería suficiente para expresar la emoción de la canción Miss Little Havana |

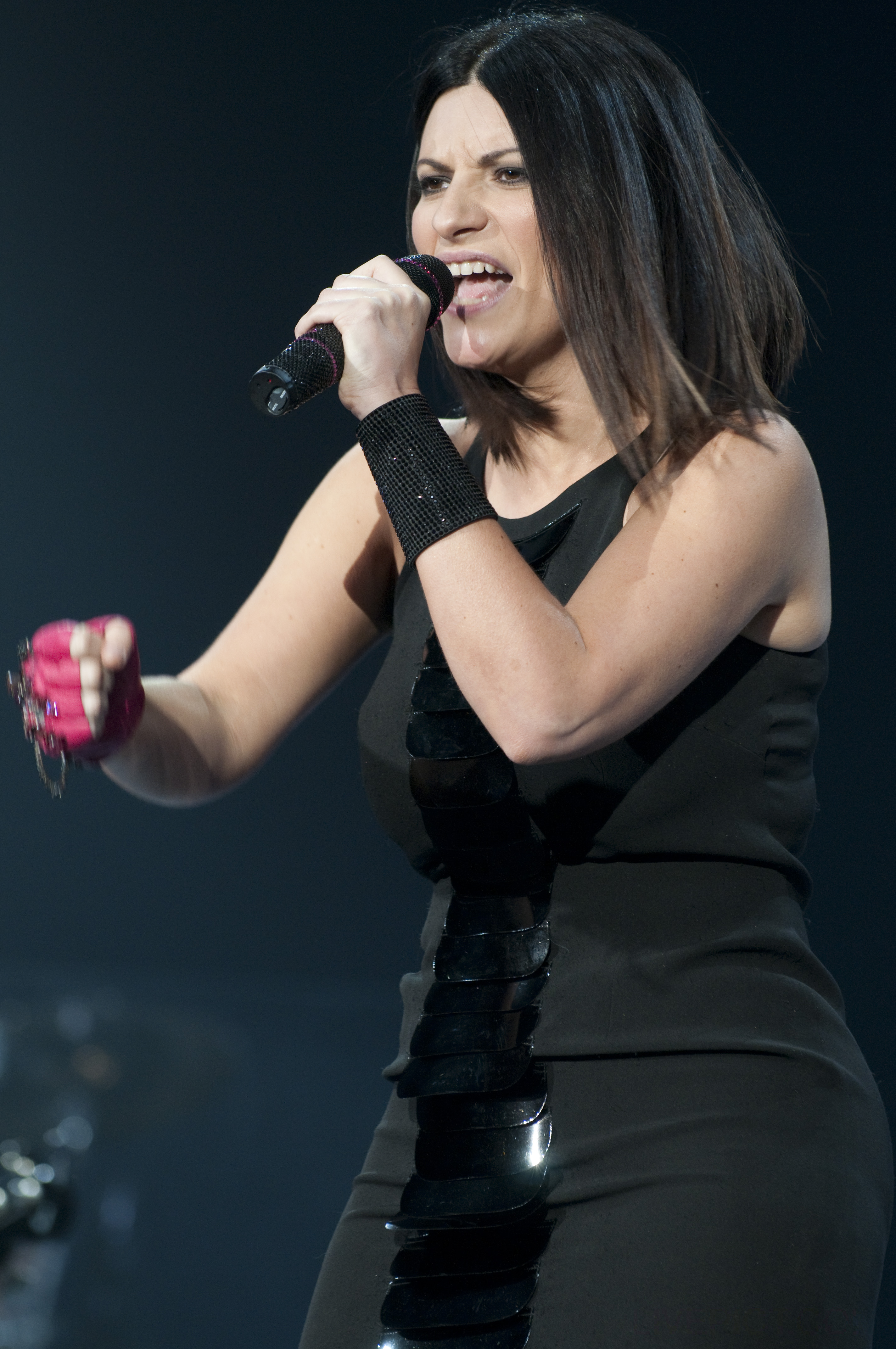
La cantante Italiana Laura Pausini colabora con Gloria Estefan en la canción «Smile/Sonríe/Sorridi», uno de los temas más destacados del álbum.

Estas canciones fueron grabadas por completo con talentosos músicos dedicados a la música de este género, una obra completa obra de una orquesta se utiliza para el proceso de grabación. Algunas de las colaboraciones incluidas en el álbum cuentan con artistas como: Laura Pausini, Joshua Bell y Dave Koz.
Estefan también compuso letra en español para «Sonríe/Smile»en la cual canta a dúo con Laura Pausini en español, italiano e inglés. La grabación de esta canción fue inspirada principalmente por las versiones de Michael Jackson y Natalie Cole.
Las otras canciones destacadas del disco son: «Good Morning Heartache», «They Can't Take that Away from me», «What a Difference a Day Makes», «I've Grown Accustomed to his Face», «Embraceable you», «What a Wonderful World» y «Young at Heart».
Además canta una versión en inglés de "El día que me quieras" de Carlos Gardel, que es el tema que más ilusión le hacía poder tener en el disco, porque fue la canción de su boda.

«"Éste es el momento cumbre para hacerlo, porque es importante tener bastante vida vivida", dijo Gloria Estefan, que el domingo 01 de septiembre cumplió 56 años."»
The Standards

Gloria Estefan quiere que las piezas clásicas de la música popular crucen la barrera de los idiomas y puedan llegar a todo el mundo por medio de su voz, por eso, el álbum reúne canciones interpretadas en inglés, francés, castellano, portugués e italiano e incluirá un tema de Carlos Gardel.
"No podría haber hecho este disco 10 años atrás", manifestó Estefan el martes en una conferencia de prensa en Miami para presentar su nuevo álbum. "Mientras más entiendes estas canciones como ser humano, mejor las interpretas", agregó la cantante de éxitos como «Hoy» y «Con los años que me quedan».
The Standards saldrá a la venta en Estados Unidos y Latinoamérica el 10 de septiembre, un mes muy especial para la cantante pues en él se casó, cumple años y ha lanzado otros de sus discos.
La intérprete de «Mi tierra» dijo en rueda de prensa, que su álbum n°27 representa el "cierre de un círculo", el cual llega "en el momento cumbre de su vida".
Entre otros títulos, el disco presenta «What a wonderful world», un viejo éxito en la voz de Louis Armstrong, y «Young at heart», uno de los himnos de Frank Sinatra.
El disco producido por su esposo Emilio Estefan, salió a la venta el 10 de septiembre de 2013.
Para la promoción, Estefan, de origen cubano tiene previsto realizar un tour en Europa, en el mes de octubre, para ofrecer conciertos en Londres (más específicamente en el Royal Albert Hall), Países Bajos, Bélgica, Alemania y España, para presentar The Standards, además de conciertos en Estados Unidos y se tiene previsto una gira por Latinoamérica como Brasil
El 8 de julio de 2013 se anunció a través de Amazon.com que el primer sencillo del álbum, sería «How Long Has This Been Going On?» y se dio a conocer en el mismo lugar el 9 de julio de 2013 como descarga única. Ese mismo día, se puso a disposición el álbum pre-pedido en Amazon y la tienda iTunes.
Además se destaca la canción junto a Laura Pausini (Smile/Sorridi/Sonríe).

## Listas de canciones
| N.º | Título                                                 | Escritor(es)                                   | Productor           | Duración |  |
| 1.  | «Good Morning Heartache»                               | Irene Higginbotham, Ervin Drake, Dan Fisher    | Emilio Estefan, Jr. | 4:21     |  |
| 2.  | «They Can't Take That Away From Me»                    | George Gershwin, Ira Gershwin                  | E. Estefan, Jr.     | 4:02     |  |
| 3.  | «What A Difference A Day Makes»                        | Stanley Adams, María Grever                    | E. Estefan, Jr.     | 3:41     |  |
| 4.  | «I've Grown Accustomed To His Face»                    | Alan Jay Lerner                                | E. Estefan, Jr.     | 4:10     |  |
| 5.  | «Eu Sei Que Vou Te Amar»                               | Antônio Carlos Jobim                           | E. Estefan, Jr.     | 3:35     |  |
| 6.  | «El Día Que Me Quieras» (featuring Joshua Bell)        | Gloria Estefan, Carlos Gardel, Alfredo Le Pera | E. Estefan, Jr.     | 4:50     |  |
| 7.  | «Embraceable You»                                      | I. Gershwin                                    | E. Estefan, Jr.     | 3:58     |  |
| 8.  | «What A Wonderful World»                               | Bob Thiele, George David Weiss                 | E. Estefan, Jr.     | 4:11     |  |
| 9.  | «How Long Has This Been Going On» (featuring Dave Koz) | I. Gershwin                                    | E. Estefan, Jr.     | 4:14     |  |
| 10. | «Sonríe (Smile)» (featuring Laura Pausini)             | John Turner, Geoffrey Parsons                  | E. Estefan, Jr.     | 3:41     |  |
| 11. | «The Way You Look Tonight» (featuring Dave Koz)        | Dorothy Fields, Jerome Kern                    | E. Estefan, Jr.     | 4:06     |  |
| 12. | «You Made Me Love You»                                 | Joseph McCarthy                                | E. Estefan, Jr.     | 3:58     |  |
| 13. | «Young At Heart»                                       | Carolyn Leigh                                  | E. Estefan, Jr.     | 4:10     |  |

| iTunes Store Edición deluxe (Pistas adicionales) |                                              |          |  |
| N.º                                              | Título                                       | Duración |  |
| 14.                                              | «Sonríe (Smile)» (Solo Version)              |          |  |
| 15.                                              | «Yo Sé Te Voy A Amar»                        |          |  |
| 16.                                              | «Natural Woman» (Live featuring Carole King) |          |  |
| 17.                                              | «The Standards» (Bonus video)                |          |  |

| Europa/Reino Unido (Pistas adicionales) |                                             |          |  |
| N.º                                     | Título                                      | Duración |  |
| 14.                                     | «Sorridi (Smile)» (featuring Laura Pausini) |          |  |
| 15.                                     | «Tu sais je vais t'aimer»                   |          |  |

| Edición deluxe (lista de canciones) |                                                        |          |  |
| N.º                                 | Título                                                 | Duración |  |
| 1.                                  | «Good Morning Heartache»                               |          |  |
| 2.                                  | «They Can't Take That Away From Me»                    |          |  |
| 3.                                  | «What A Difference A Day Makes»                        |          |  |
| 4.                                  | «I've Grown Accustomed To His Face»                    |          |  |
| 5.                                  | «Eu Sei Que Vou Te Amar»                               |          |  |
| 6.                                  | «El Día Que Me Quieras» (featuring Joshua Bell)        |          |  |
| 7.                                  | «Embraceable You»                                      |          |  |
| 8.                                  | «What A Wonderful World»                               |          |  |
| 9.                                  | «Call Me Irresponsible»                                |          |  |
| 10.                                 | «How Long Has This Been Going On» (featuring Dave Koz) |          |  |
| 11.                                 | «Sonríe (Smile)» (featuring Laura Pausini)             |          |  |
| 12.                                 | «The Way You Look Tonight» (featuring Dave Koz)        |          |  |
| 13.                                 | «You Made Me Love You»                                 |          |  |
| 14.                                 | «For All We Know»                                      |          |  |
| 15.                                 | «Young At Heart»                                       |          |  |
| 16.                                 | «Smile»                                                |          |  |
| 17.                                 | «El Día Que Me Quieras» (featuring Joshua Bell)        |          |  |

| América Latina iTunes Store Edición deluxe (lista de canciones) |                                                        |          |  |
| N.º                                                             | Título                                                 | Duración |  |
| 1.                                                              | «Good Morning Heartache»                               |          |  |
| 2.                                                              | «They Can't Take That Away From Me»                    |          |  |
| 3.                                                              | «What A Difference A Day Makes»                        |          |  |
| 4.                                                              | «I've Grown Accustomed To His Face»                    |          |  |
| 5.                                                              | «Eu Sei Que Vou Te Amar»                               |          |  |
| 6.                                                              | «El Día Que Me Quieras» (featuring Joshua Bell)        |          |  |
| 7.                                                              | «Embraceable You»                                      |          |  |
| 8.                                                              | «What A Wonderful World»                               |          |  |
| 9.                                                              | «Call Me Irresponsible»                                |          |  |
| 10.                                                             | «How Long Has This Been Going On» (featuring Dave Koz) |          |  |
| 11.                                                             | «Sonríe (Smile)» (featuring Laura Pausini)             |          |  |
| 12.                                                             | «The Way You Look Tonight» (featuring Dave Koz)        |          |  |
| 13.                                                             | «You Made Me Love You»                                 |          |  |
| 14.                                                             | «For All We Know»                                      |          |  |
| 15.                                                             | «Young At Heart»                                       |          |  |
| 16.                                                             | «Smile»                                                |          |  |
| 17.                                                             | «El Día Que Me Quieras» (featuring Joshua Bell)        |          |  |
| 18.                                                             | «Sorridi (Smile)» (featuring Laura Pausini)            |          |  |
| 19.                                                             | «Yo Sé Te Voy A Amar»                                  |          |  |
| 20.                                                             | «Natural Woman» (Live featuring Carole King)           |          |  |

## Posicionamiento en las listas musicales
| País           | Lista (2013)             | Mejor posición | Ref.          |
| -------------- | ------------------------ | -------------- | ------------- |
| España         | Promusicae               | 13             | [ 15 ]        |
| Estados Unidos | Billboard 200            | 20             | [ 16 ]        |
| Países Bajos   | Netherlands Albums Chart | 72             | [ 17 ]        |
| Reino Unido    | UK Albums Top 75         | 66             | [ 18 ]        |
| Venezuela      | Recordland               | 39             | [ 19 ] [ 20 ] |

## Historial de lanzamiento
| Región        | Fecha                    | Formato      |
| ------------- | ------------------------ | ------------ |
| United States | 10 de septiembre de 2013 | CD & Digital |